# Międzynarodowy Dzień Wdów
Międzynarodowy Dzień Wdów, ang International Widows Day - coroczne święto ustanowione przez Zgromadzenie Ogólne ONZ w grudniu 2010 roku (rezolucja A/RES/65/189).
Obchody mają na celu zwrócenia szczególnej uwagi krajów członkowskich ONZ, organizacji międzynarodowych i regionalnych na sytuację wdów po śmierci swoich mężów (niezależnie od wieku i pochodzenia) i ich dzieci. Dość często zdarza się, że pozostają one bez podstawowych środków do przeżycia. Organizacja Narodów Zjednoczonych wzywa, aby przestrzegano Konwencji w sprawie likwidacji wszelkich form dyskryminacji kobiet (CEDAW z 18 grudnia 1979)  i inne traktaty dotyczące praw człowieka.

Musimy uznać istotny wkład wdów i musimy zapewnić, aby korzystały z praw i zabezpieczenia społecznego na jakie zasługują. Śmierć jest nieunikniona, ale możemy zmniejszyć cierpienie wdowy poprzez podniesienie ich statusu i pomagając im w ich godzinie potrzeby. Przyczyni się to do promowania pełnego i równego uczestnictwa wszystkich kobiet w społeczeństwie. I to przybliży nas do zakończenia ubóstwa i promowania pokoju na świecie.

(SG ONZ-Ban Ki-moon)